# Ленчна (гмина)
Ленчна (пол. Łęczna) — гмина (волость) в Польше, входит как административная единица в Ленчинский повет, Люблинское воеводство. Население — 25 288 человек (на 2004 год).

## Сельские округа
1. Цеханки-Кшесимовске
2. Цеханки-Ленчиньске
3. Каролин
4. Леопольдув
5. Лущув-Колёня
6. Новогруд
7. Пётрувек-Други
8. Подзамче
9. Россош
10. Стара-Весь
11. Стара-Весь-Колёня
12. Стара-Весь-Стасин
13. Трембачув
14. Витанюв
15. Закшув
16. Зофювка

## Соседние гмины
1. Гмина Людвин
2. Гмина Мелгев
3. Гмина Милеюв
4. Гмина Пухачув
5. Гмина Спичин
6. Гмина Вулька